# 根利犬
根利犬（ねりいぬ）は、現在の群馬県沼田市利根町根利周辺地域を原産地とする日本犬の一種である。

## 概要
利根郡赤城根村（利根村を経て、現在の沼田市）の犬種。十石犬や吾妻郡中之条奥の和犬などと同様に純粋な日本犬であるとされた。産地は片品川の上流の栃木県に近い盆地で、良い犬を出す産地であった。沼田市や吾妻郡においても一部飼育された。
元々はシカやイノシシのために使役された猟犬であったが、それらがいなくなったことで鳥類や小型の獣にのみに使役されていた。そのため猟犬として能力を十二分に試された犬は少ない。また、能力は十石犬に遠く及ばないとされ、多少の例外はあれど追い鳴きを十石犬はできるが本種にはできなかったとされる。
十石犬と比べて飼育頭数は少なく、県内でこの犬種の存在を知るものは極一部であった。群馬県議会においても十石犬と共に保護が訴えられていた。
1956年（昭和31年）ごろまでに純血犬はほぼ絶え、以降は柴犬や北海道犬と交雑したものが猟犬として飼育が続けられている。

## 特徴
体構の批判見地から論じるなら十石犬に勝るとも劣らない犬種であった。雪の深い山間部で狩猟犬として用いられたため、十石犬や赤城犬より背が高く、骨太で筋肉質という特徴を有し、よく粗食に耐えた。純血犬の毛色は薄赤色、鼻は黒くて小さく、尾はゆるく巻くことが普通だが巻かずにサーベル尾のものもいた。落ち着きのあるしっかりとした性質を持っているが、多少強情なところもあったとされる。